# Mont-l'Évêque
Mont-l'Évêque és un municipi francès, situat al departament de l'Oise i a la regió dels Alts de França. L'any 2007 tenia 446 habitants.

## Demografia

### Població
El 2007 la població de fet de Mont-l'Évêque era de 446 persones. Hi havia 170 famílies de les quals 40 eren unipersonals (16 homes vivint sols i 24 dones vivint soles), 61 parelles sense fills, 57 parelles amb fills i 12 famílies monoparentals amb fills.
La població ha evolucionat segons el següent gràfic:
Habitants censats

### Habitatges
El 2007 hi havia 191 habitatges, 175 eren l'habitatge principal de la família, 9 eren segones residències i 7 estaven desocupats. 174 eren cases i 15 eren apartaments. Dels 175 habitatges principals, 131 estaven ocupats pels seus propietaris, 35 estaven llogats i ocupats pels llogaters i 8 estaven cedits a títol gratuït; 3 tenien una cambra, 15 en tenien dues, 15 en tenien tres, 36 en tenien quatre i 105 en tenien cinc o més. 84 habitatges disposaven pel capbaix d'una plaça de pàrquing. A 72 habitatges hi havia un automòbil i a 79 n'hi havia dos o més.

### Piràmide de població
La piràmide de població per edats i sexe el 2009 era:
| Homes | Edats   | Dones |
| ----- | ------- | ----- |
| 0     | 95 o +  | 0     |
| 4     | 90 a 94 | 0     |
| 4     | 85 a 89 | 4     |
| 0     | 80 a 84 | 8     |
| 0     | 75 a 79 | 0     |
| 12    | 70 a 74 | 16    |
| 0     | 65 a 69 | 0     |
| 8     | 60 a 64 | 8     |
| 12    | 55 a 59 | 16    |
| 12    | 50 a 54 | 24    |
| 16    | 45 a 49 | 16    |
| 32    | 40 a 44 | 28    |
| 20    | 35 a 39 | 12    |
| 24    | 30 a 34 | 16    |
| 8     | 25 a 29 | 20    |
| 16    | 20 a 24 | 20    |
| 16    | 15 a 19 | 12    |
| 32    | 10 a 14 | 8     |
| 24    | 5 a 9   | 20    |
| 8     | 0 a 4   | 4     |

## Economia
El 2007 la població en edat de treballar era de 307 persones, 219 eren actives i 88 eren inactives. De les 219 persones actives 210 estaven ocupades (113 homes i 97 dones) i 9 estaven aturades (5 homes i 4 dones). De les 88 persones inactives 29 estaven jubilades, 39 estaven estudiant i 20 estaven classificades com a «altres inactius».

### Ingressos
El 2009 a Mont-l'Évêque hi havia 169 unitats fiscals que integraven 442 persones, la mediana anual d'ingressos fiscals per persona era de 23.801 €.

### Activitats econòmiques
Dels 9 establiments que hi havia el 2007, 1 era d'una empresa de fabricació d'elements pel transport, 1 d'una empresa de construcció, 4 d'empreses de comerç i reparació d'automòbils, 1 d'una empresa de transport i 2 d'empreses de serveis.
Dels 2 establiments de servei als particulars que hi havia el 2009, 1 era un taller de reparació d'automòbils i de material agrícola i 1 guixaire pintor.
L'únic establiment comercial que hi havia el 2009 era una botiga de mobles.
L'any 2000 a Mont-l'Évêque hi havia 3 explotacions agrícoles.

## Equipaments sanitaris i escolars
L'únic equipament sanitari que hi havia el 2009 era un psiquiàtric.
El 2009 hi havia una escola elemental.

## Poblacions més properes
El següent diagrama mostra les poblacions més properes.